# قبعة كرة القاعدة
قبعة البيسبول أو قبعة كرة القاعدة هي نوع من القبعات الناعمة ذات التاج المستدير الزائدة صلبة في المقدمة.
عادةً ما يعرض الجزء الأمامي من الغطاء تصميمًا أو شعارًا (تاريخيًا، عادة ما يكون فقط فريق رياضي، أي فريق البيسبول، أو أسماء الشركات ذات الصلة، عند استخدامها كأسلوب تسويق تجاري).